# Michael Fassbender
Michael Fassbender (* 2. dubna 1977, Heidelberg, Německo) je irský herec původem z Německa. Zprvu začínal v seriálech jako Hercule Poirot nebo Bratrstvo neohrožených. Zahrál si i v celovečerním filmu 300: Bitva u Thermopyl. Mezi jeho další známé role patří Magneto ve filmech X-Men: První třída, v jeho pokračováních X-Men: Budoucí minulost i X-Men: Apokalypsa a Android David ve snímku Prometheus.

## Životopis
Narodil se v Heidelbergu v Bádensku-Württembersku v Německu. Jeho matka Adele pochází ze Severního Irska a jeho otec Josef Fassbender je Němec. Podle jeho „rodinné tradice“ je jeho matka pra-pra-neteří Michaela Collinse, irského vůdce během Války o nezávislost. Když mu byly dva roky, jeho rodiče se přestěhovali do Irska, kde vedli restauraci, ve které jeho otec pracoval jako šéfkuchař. Byl vychován jako římský katolík a v dětství sloužil jako ministrant.
Navštěvoval Fossa National School, St. Brendan's College a Drama Centre London.

## Kariéra

### Začátky
První role přišla s televizním miniseriálem Braterstvo neohrožených, pod režií Stevena Spielberga. Roli Azazeala si zahrál v seriálech Hex a Sky One. Objevil se v hudebním videoklipu skupiny The Cooper Temple Clause k písničce „Blind Pilots“. Během festivalu Edinburgh Festival Fringe v roce 2006 hrál v divadelní hře Allegiance. O rok později se objevil ve filmu Angel, ve kterém hrál malíře jménem Esmé. Film měl premiéru na Berlínském filmovém festivalu 17. února 2007.

### Mainstreamový úspěch
V roce 2006 si zahrál roli Steliose, mladého spartského bojovníka ve fantasy snímku v režii Zacka Snydera, 300: Bitva u Thermopyl. Film získal obrovský úspěch. V roce 2008 kvůli roli vězně Bobbyho Sandse musel držet brutální dietu, kdy musel sníst pouze 600 kalorií za den. Za roli ve filmu Hlad obdržel cenu British Independent Film Award. O rok později, po úspěších na filmovém festivalu v Cannes s filmem Hlad, se objevil ve dvou filmech. Prvním byl film Quentina Tarantina Hanebný pancharti, ve kterém hrál britského strážníka Archieho Hicoxe a druhým film Andrey Arnolda Fish Tank. V roce 2010 natočil snímek Jonah Hex a Centurion. Ve snímku Jana Eyrová se objevil v roce 2011 po boku Mii Wasikovské. Úspěch přišel s rolí Magneta v superhrdinském filmu X-Men: První třída, prequelu X-Mena. Snímek měl premiéru 3. června 2011 a získal obrovský úspěch. Na Filmovém festivalu Venice měl premiéru film Nebezpečná metoda, ve kterém ztvárnil roli švýcarského psychiatra Carla Junga. Také se objevil ve filmu Stud, který režíroval Steve McQueen. Na Filmovém festivalu ve Venice za roli získal ocenění Volpi Cup za Nejlepší ho herce. V roce 2012 se objevil jako agent v akčním filmu Stevena Soderbergha Zkrat a ve filmu Prometheus.
V roce 2013 si zahrál ve filmu 12 let v řetězech. Za roli Edwina Eppse získal nominaci na Oscara v kategorii nejlepší herec ve vedlejší roli. Roli Magenta si zopakoval ve snímku X-Men: Budoucí minulost. V lednu 2015 začalo natáčení snímku Steve Jobs, ve kterém si zahrál zakladatele filmy Apple Steva Jobse. Za roli získal nominaci na Oscara v kategorii nejlepší herec v hlavní roli. Získal roli ve filmu Macbeth v režii Justina Kurzela. Film měl premiéru na filmovém festivalu v Cannes. Roli Magneta si již po třetí zahrál ve filmu X-Men: Apokalypsa. Film, inspirovaný knihou M. L. Stedmana Světlo mezi oceány, začal natáčet na Novém Zélandu v září 2014 a 2. září 2016 měl film premiéru.

### Projekty od roku 2013
V roce 2013 byl potvrzen sequel filmu Prometheus, nazvaný Vetřelec: Covenant, ve kterém znovu vytvořil roli Davida. Natáčení začalo v dubnu 2016. Hrál také po boku Marion Cotillard ve filmu Assassin’s Creed. Film měl stanovenou premiéru na 21. prosince 2016. V roce 2015 bylo potvrzeno, že si zahraje ve filmu Sněhulák.

## Osobní život
Mluví plynně německy, ačkoliv před natáčením filmu Hanebný pancharti prohlásil, že si musí svou mluvenou němčinu trochu oprášit. Také vyjádřil zájem, že by si jednoho dne rád zahrál v německém filmu nebo německé divadelní hře. Je fanouškem Formule 1 a jako divák se zúčastnil několika závodů. V pořadu Top Gear se nechal slyšet, že byl fanouškem Michaela Schumachera a že se s ním setkal během British Grand Prix.
Chodil se svou kolegyní z filmu X-Men: První třída, Zoë Kravitz. V roce 2012 také byl ve vztahu s Nicole Beharie, kolegyní ze snímku Stud.
V roce 2014 začal chodit s herečkou Aliciou Vikander, se kterou se seznámil na natáčení filmu Světlo mezi oceány. Jejich svatba proběhla v roce 2017 na Ibize. Pár trvale žije v Lisabonu.
Momentálně závodí s Proton competition ve vytrvalostních závodech v kategorii GTE.[zdroj?]

## Filmografie

### Film
| Rok  | Název                   | Role                     | Poznámky |
| ---- | ----------------------- | ------------------------ | --- |
| 2007 | 300: Bitva u Thermopyl  | Stelios                  | |
| 2007 | Angel                   | Esmé Howe-Nevinson       | |
| 2008 | Hlad                    | Bobby Sands              | BIFA Award pro nejlepší herecký výkon v britském nezávislém filmu Cena Chicagského mezinárodního filmového festivalu – Stříbrný Hugo pro nejlepšího herce IFTA Award pro nejlepšího herce v hlavní roli London Film Critics Circle Award pro britského herce roku Cena Montréalského festivalu New Cinema pro nejlepšího herce Cena Stockholmského filmového festivalu pro nejlepšího herce Nominován—European Film Award pro nejlepšího herce Nominován—Toronto Film Critics Association Award pro nejlepšího herce |
| 2008 | Jezero smrti            | Steve                    | |
| 2009 | Krvavý potok            | Richard Wirth            | |
| 2009 | Fish Tank               | Connor                   | Cena chicagského mezinárodního filmového festivalu – Gold Plaque pro nejlepšího herce ve vedlejší roli London Film Critics Circle Award pro britského herce roku ve vedlejší roli Nominován—BIFA Award pro nejlepšího herce ve vedlejší roli Nominován—Chlotrudis Award pro nejlepšího herce ve vedlejší roli Nominován—IFTA Award pro nejlepšího herce ve vedlejší roli |
| 2009 | Hanebný pancharti       | Lt. Archie Hicox         | Broadcast Film Critics Association Award pro nejlepší obsazení Central Ohio Film Critics Association Award pro nejlepší obsazení Phoenix Film Critics Society Award pro nejlepší obsazení San Diego Film Critics Society Award pro nejlepší obsazení Screen Actors Guild Award pro nejlepší výkon obsazení celovečerního filmu |
| 2010 | Centurion               | Quintus Dias             | |
| 2010 | Jonah Hex               | Burke                    | |
| 2011 | Jana Eyrová             | Edward Rochester         | Sant Jordi Award pro nejlepšího zahraničního herce |
| 2011 | X-Men: První třída      | Erik Lehnsherr/Magneto   | IGN Award pro nejlepšího zloducha IGN Award pro nejlepší filmové obsazení Sant Jordi Award pro nejlepšího zahraničního herce Nominován—Scream Award pro nejlepšího herce ve fantasy Nominován—Scream Award pro nejlepší mužský průlomový výkon Nominován—Scream Award pro nejlepší obsazení Nominován—People's Choice Award pro oblíbené filmové obsazení |
| 2011 | Nebezpečná metoda       | Carl Jung                | Sant Jordi Award pro nejlepšího zahraničního herce London Film Critics Circle Award pro herce roku Los Angeles Film Critics Association Award pro nejlepšího herce National Board of Review – Spotlight Award Nominován—Central Ohio Film Critics Association Award pro herce roku Nominován—Genie Award pro nejlepší mužský herecký výkon v hlavní roli |
| 2011 | Stud                    | Brandon Sullivan         | Alliance of Women Film Journalists – cena EDA Award pro nejlepšího herce BIFA Award pro nejlepší herecký výkon v britském nezávislém filmu Detroit Film Critics Society Award pro nejlepšího herce Evening Standard British Film Award pro nejlepšího herce Florida Film Critics Circle Award pro nejlepšího herce Houston Film Critics Society Award pro nejlepšího herce Irish Film and Television Award pro nejlepšího herce v hlavní roli v celovečerním filmu London Film Critics Circle Award pro britského herce roku Los Angeles Film Critics Association Award pro nejlepšího herce National Board of Review Awards – Spotlight Award Online Film Critics Society Award pro nejlepšího herce Vancouver Film Critics Circle Award pro nejlepšího herce Cena Filmového festivalu v Benátkách – Volpi Cup pro nejlepšího herce Nominován—AACTA International Award pro nejlepšího herce Nominován—Cena BAFTA pro nejlepšího herce v hlavní roli Nominován—Broadcast Film Critics Association Award pro nejlepšího herce Nominován—Central Ohio Film Critics Association Award pro herce roku Nominován—Central Ohio Film Critics Association Award pro nejlepšího herce Nominován—Chicago Film Critics Association Award pro nejlepšího herce Nominován—Dallas-Fort Worth Film Critics Association Award pro nejlepšího herce Nominován—Denver Film Critics Society Award pro nejlepšího herce Nominován—European Film Award pro nejlepšího herce Nominován—Zlatý glóbus za nejlepší mužský herecký výkon (drama) Nominován—London Film Critics Circle Award pro herce roku Nominován—Phoenix Film Critics Society Award pro nejlepšího herce Nominován—Satellite Award pro nejlepšího herce v celovečerním filmu Nominován—St. Louis Gateway Film Critics Association Award pro nejlepšího herce Nominován—Toronto Film Critics Association Award pro nejlepšího herce Nominován—Village Voice Film Poll pro nejlepšího herce Nominován—Washington D.C. Area Film Critics Association Award pro nejlepšího herce |
| 2012 | Zkrat                   | Paul                     | |
| 2012 | Prometheus              | David                    | Nominován—London Film Critics' Circle pro nejlepšího herce ve vedlejší roli Nominován—Cena Saturn pro nejlepšího herce ve vedlejší roli |
| 2013 | Konzultant              | Konzultant               | |
| 2013 | 12 let v řetězech       | Edwin Epps               | AACTA Award za nejlepšího herce ve vedlejší roli Online Film Critics Society pro nejlepšího herce ve vedlejší roli Nominován - Broadcast Film Critics Association pro nejlepšího herce ve vedlejší roli Nominován - Zlatý glóbus za nejlepší mužský herecký výkon ve vedlejší roli Nominován - Cena Sdružení filmových a televizních herců pro nejlepší obsazení Nominován - Screen Actors Guild Award pro nejlepšího herce ve vedlejší roli Nominován - Oscar za nejlepší mužský herecký výkon ve vedlejší roli Nominován - Cena BAFTA za nejlepší mužský herecký výkon ve vedlejší roli Nominován - London Film Critics Circle pro britského herce roku Nominován - London Film Critics Circle pro nejlepšího herce ve vedlejší roli |
| 2014 | Frank                   | Frank                    | Nominace–BIFA Award pro nejlepšího herce ve vedlejší roli Nominace–IFTA Award pro nejlepšího herce |
| 2014 | X-Men: Budoucí minulost | Erik Lehnsherr/Magneto   | |
| 2014 | Slow West               | Silas Selleck            | také výkonný producent Nominace - London Film Critics Circle pro nejlepšího irského herce roku |
| 2014 | Macbeth                 | Lord Macbeth             | Jameson Empire Award pro nejlepšího herce Nominace–BIFA Award pro nejlepší herce Nominace - London Film Critics Circle pro nejlepšího irského herce roku |
| 2015 | Steve Jobs              | Steve Jobs               | Austin Film Critics Society Award pro nejlepšího herce IFTA Award pro nejlepšího herce Jameson Empire Award pro nejlepšího herce Houston Film Critics Society Award pro nejlepšího herce LAFCA Award pro nejlepšího herce Online Film Critics Society pro nejlepšího herce Nominace–AACTA International Award pro nejlepšího herce Nominace–Broadcast Film Critics Association pro nejlepšího herce Nominace–Cena BAFTA pro nejlepšího herce Nominace–London Film Critics Circle pro nejlepšího irského herce roku Nominace–London Film Critics Circle pro britského nebo irského herce roku Nominace–Satellite Award pro nejlepšího herce Nominace–Cena Sdružení filmových a televizních herců pro nejlepšího herce Nominace–Oscar pro nejlepšího herce Nominace–Washington DC Area Film Critics Association Award pro nejlepšího herce Nominace–Zlatý glóbus pro nejlepšího herce v dramatickém filmu |
| 2016 | X-Men: Apokalypsa       | Erik Lehnsherr/Magneto   | |
| 2016 | Světlo mezi oceány      | Tom Sherbourne           | |
| 2016 | Assassin's Creed        | Callum Lynch             | také producent |
| 2016 | Proti vlastní krvi      | Chad Cutler              | |
| 2017 | Song to Song            | Cook                     | |
| 2017 | Vetřelec: Covenant      | David 8/Walter One       | |
| 2017 | Sněhulák                | Harry Hole               | |
| 2019 | X-Men: Dark Phoenix     | Erik Lehnsherr / Magneto | |
| 2024 | Kneecap                 |                          | |
| 2025 | Operace Black Bag       | Arlo Ó Cairealláin       | |
| 2025 | Kung Fury 2             | Colt Magnum              | postprodukce |

### Televize
| Rok       | Název                                      | Role                     | Poznámky                                                                                  |
| --------- | ------------------------------------------ | ------------------------ | ----------------------------------------------------------------------------------------- |
| 2001      | Bratrstvo neohrožených                     | Burton 'Pat' Christenson | Minisérie                                                                                 |
| 2001      | Hearts and Bones                           | Hermann                  | 3 epizody                                                                                 |
| 2002      | NCS Manhunt                                | Jack Silver              |                                                                                           |
| 2002      | Holby City                                 | Christian Connolly       | 1 epizoda                                                                                 |
| 2003      | Carla                                      | Rob                      |                                                                                           |
| 2004      | Medvídek Winnie                            | Lt. Harry Colebourn      |                                                                                           |
| 2004      | Spiknutí střelného prachu                  | Guy Fawkes               |                                                                                           |
| 2004      | Nejzáhadnější vraždy                       | Charles Bravo            |                                                                                           |
| 2004      | Sherlock Holmes a případ hedvábné punčochy | Charles Allen            |                                                                                           |
| 2004–2005 | Hex                                        | Azazeal                  | 12 epizod                                                                                 |
| 2005      | Murphy's Law                               | Caz Miller               | 5 epizod                                                                                  |
| 2005      | Our Hidden Lives                           | German POW               |                                                                                           |
| 2005      | William and Mary                           | Lukasz                   | 1 epizoda                                                                                 |
| 2006      | Hercule Poirot: Rodinné sídlo              | George Abernethie        | 1 epizoda                                                                                 |
| 2006      | Trial & Retribution: Sins of the Father    | Douglas Nesbitt          |                                                                                           |
| 2007      | Wedding Belles                             | Barney                   |                                                                                           |
| 2008      | Ďáblova pouta                              | Thomas Rainsborough      | Televizní minisérie Nominován—IFTA Award pro nejlepšího herce ve vedlejší roli v televizi |

### Videohry
| Rok  | Název     | Role  | Poznámky |
| ---- | --------- | ----- | -------- |
| 2010 | Fable III | Logan | Hlas     |

### Divadlo
| Rok  | Název hry                 | Autor hry                                 | Role                    | Poznámky                              |
| ---- | ------------------------- | ----------------------------------------- | ----------------------- | ------------------------------------- |
| 1994 | Fairytales Fairytales 123 | Donie Courtney                            | ošklivá sestra Popelky  | Divadelní debut                       |
| 1995 | Gauneři                   | založeno na scénáři od Quentina Tarantina | pan Pink                | Také producent a režisér              |
| 1999 | Tři sestry                | Anton Pavlovič Čechov                     | Alexej Petrovič Fedotik | Uvedení s: Oxford Stage Company       |
| 2006 | Allegiance                | Mary Kenny                                | Michael Collins         | Uvedení na: Edinburgh Festival Fringe |